# Mokgam-dong
Mokgam-dong (koreanska: 목감동) är en stadsdel i staden Siheung i provinsen Gyeonggi i Sydkorea, 23 km sydväst om huvudstaden Seoul.